# Thecla blenina
Thecla blenina är en fjärilsart som beskrevs av William Chapman Hewitson 1868. Thecla blenina ingår i släktet Thecla och familjen juvelvingar. Inga underarter finns listade i Catalogue of Life.